# Declan Rice
Declan Rice (ur. 14 stycznia 1999 w Londynie) – angielsko-irlandzki piłkarz, występujący na pozycji pomocnika w angielskim klubie Arsenal oraz w reprezentacji Anglii. Srebrny medalista Mistrzostw Europy 2020 i 2024. Uczestnik Mistrzostw Świata 2022. Wychowanek West Ham United. 
Były reprezentant młodzieżowych reprezentacji Irlandii oraz trzykrotny reprezentant Irlandii.

## Życiorys
W czasach juniorskich trenował w londyńskich Chelsea F.C. i West Ham United F.C. W wieku 16 lat postanowił reprezentować Irlandię. W sezonie 2016/2017 występował w barwach West Hamu w rozgrywkach do lat 23. W Premier League zadebiutował 21 maja 2017 w wygranym 2:1 spotkaniu z Burnley F.C. Na boisku pojawił się w doliczonym czasie gry, zmieniając Edimilsona Fernandesa.
23 marca 2018 zadebiutował w reprezentacji Irlandii w przegranym 0:1 meczu z Turcją. W lutym 2019 roku zadeklarował chęć gry dla reprezentacji Anglii, tym samym rezygnując z gry dla Irlandii. W reprezentacji Anglii zadebiutował w wygranym 5:0 meczu z Czechami. Grał w nim od 63. minuty po zastąpieniu Dele Alli’ego.
15 lipca 2023 przeszedł za 105 mln funtów do Arsenalu, ustanawiając nowy trasnferowy rekord klubu. 22 stycznia 2025 zdobył swojego pierwszego gola w Lidze Mistrzów UEFA w wygranym 3:0 meczu z Dinamem Zagrzeb. 8 kwietnia 2025 w pierwszym meczu ćwierćfinałowym Ligi Mistrzów UEFA zdobył dwie bramki bezpośrednio z rzutu wolnego w wygranym 3:0 meczu u siebie z obrońcą tytułu Realem Madryt, stając się pierwszym piłkarzem, który zdobył dwie bramki z rzutów wolnych w meczu fazy pucharowej Ligi Mistrzów.

## Życie prywatne
Część jego rodziny wywodzi się z irlandzkiego Corku. Jego idolami są John Terry i Roy Keane.